# Československá revoluční medaile
Československá revoluční medaile je československé státní vyznamenání udělované za odboj za svobodné Československo. Byla udělovaná vojenským dobrovolníkům a účastníkům domácího odboje, čs. legionářům, čs. občanům i cizincům za vynikající vojenskou či politickou činnost ve prospěch vzniku Československé republiky.
Založena byla dekretem prezidenta ČSR TGM dne 1. prosince 1918. Autorem návrhu medaile je francouzský medailér a sochař Antoine Bourdelle (1861–1929).

## Vydání
- První vydání (pařížské) 1918–1919, s iniciály medailéra – AB
- Druhé vydání z let 1920–1938, světlý bronz, s iniciály medailéra – AB
- Třetí vydání 1920–1938, tmavšího provedení, s iniciály medailéra – AB
- Čtvrté vydání 1920–1938 bez iniciál medailéra

## Provedení
Masivní bronzová medaile zavěšená na prstenci z lipových ratolestí, skrz který prochází stuha. Stuha je červená, 38–41 mm široká s bílým pruhem uprostřed. Tento bílý pruh je lemován modrým proužkem. Samotný odznak má zdobení na obou stranách. Je tvořen rovnoramenným řeckým křížem. Na lícové straně je vyveden jezdec na koni s vlajkou v pravé ruce. Na této straně je i nápis Vzhůru na stráž svobodný národe. Rubové straně dominuje okřídlená žena a datum 1914–1918.